# Hymenophyllum capillare
Hymenophyllum capillare là một loài thực vật có mạch trong họ Hymenophyllaceae. Loài này được Desv. miêu tả khoa học đầu tiên năm 1827.